# Dragočava
Dragočava (cyr. Драгочава) – wieś w Bośni i Hercegowinie, w Republice Serbskiej, w gminie Foča. W 2013 roku liczyła 80 mieszkańców.